# The Clodhopper
The Clodhopper è un film muto del 1917 diretto da Victor L. Schertzinger sotto la supervisione di Thomas H. Ince.

## Produzione
Il film fu prodotto dalla Kay-Bee Pictures e dalla New York Motion Picture con i titoli di lavorazione The Clod Hopper e The Ten Thousand Dollar Feet.

## Distribuzione
Distribuito dalla Triangle Distributing, il film uscì nelle sale cinematografiche degli Stati Uniti il 24 giugno 1917. Fu distribuito anche in Francia dove fu presentato con il titolo Le Lourdaud il 18 ottobre 1918. Nel 1920, ne venne fatta una riedizione che uscì sul mercato americano il 4 gennaio 1920.